# USS Magnet (YDG-9)
USS „Magnet” (ADG-9) – amerykańska stacja demagnetyzacyjna służąca w United States Navy w czasie II wojny światowej. Była trzecią jednostką noszącą tę nazwę.
Pierwotnie planowano, że zostanie zbudowany patrolowy okręt eskortowy (ang. patrol craft escort) (PCE-879). Stępkę położono 27 maja 1943 w stoczni Albina Engine & Machine Works w Portland. Wodowanie odbyło się 30 września 1943, jednostkę przeklasyfikowano na YDG-9 23 grudnia 1943, wcielono do służby 10 lipca 1944.

## Służba
Po dziewiczym rejsie i szkoleniu w pobliżu San Pedro YDG-9 operował w pobliżu zachodniego wybrzeża, najpierw w ramach 11 Dystryktu Morskiego (ang. 11th Naval District), następnie jako część ServRon 8. Następnie przydzielony został do ServRon 6, służącej na bardziej wysuniętych wodach. Tworzył i służył na poligonach demagnetyzacyjnych oraz zapewniał pomieszczenia dla inspekcji, kalibrowania i ustawiania okrętowych urządzeń demagnetyzacyjnych na obszarach wysuniętych. Głównie z jego usług korzystały trałowce. Po zakończeniu II wojny światowej operował z grupami minowymi w pobliżu Okinawy, a po 29 stycznia 1946 z portu w Sasebo. Pomagał grupom oczyszczającym wody z min dla żeglugi handlowej i okrętów.
Do Stanów Zjednoczonych wrócił w tym samym roku, został wycofany ze służby 11 grudnia 1946 w San Diego, gdzie pozostawał zakotwiczony do 1969 jako część Floty Rezerwowej Pacyfiku. Po wejściu do tej floty został przeklasyfikowany na ADG-9 1 listopada 1947 i otrzymał nazwę Magnet 1 lutego 1955.
Skreślony z listy okrętów floty 21 lutego 1975 „Magnet” został zatopiony jako okręt-cel 4 marca 1976 w pobliżu kalifornijskiego wybrzeża na pozycji 31°16′N 117°40′W/31,266667 -117,666667 i spoczął na głębokości około 1050 sążni.